# Informele schilderkunst
Informele schilderkunst is een schilderstijl uit de 20e eeuw die de kunstwereld domineerde in de jaren 1945 - 1960. De Franse essayist Michel Tapié bracht in 1950, op zijn expositie Véhémences confrontées, het begrip art informel ('kunst zonder vorm') naar voren, waarbij hij als informele schilderkunst een stijl omschreef die uitsluitend de schilderende daad vooropstelt en waarbij pas tijdens dat proces, al of niet spontaan, leesbare symbolen ontstaan.
De Europese kunstenaars waar hij op doelde (veelal werkzaam in Parijs die daar het tachisme ontwikkelden), werkten in een richting die parallel liep aan de richting die in de Verenigde Staten door abstract expressionisten als Jackson Pollock werd ingeslagen. Als overkoepelend begrip worden beide stromingen onder de noemer Informele schilderkunst geplaatst, samen met gebruikte technieken als dripping, actionpainting in zijn geheel, en materieschilderen.
Europese kunstenaars die zich voor korte of langere tijd met deze schilderstijl hebben beziggehouden, zijn onder anderen:
- Karel Appel
- Armando
- Bram Bogart
- Jan Burssens
- Constant
- Corneille
- Charles Drybergh
- Jean Dubuffet
- Silvio Formichetti
- Hans Hartung
- Jan Henderikse
- Asger Jorn
- Willem de Kooning
- Henri Michaux
- Eduardo Paolozzi
- Gian Carlo Riccardi
- Jean-Paul Riopelle
- Jan Schoonhoven
- Emil Schumacher
- Emilio Vedova
- Herman de Vries
- Wols

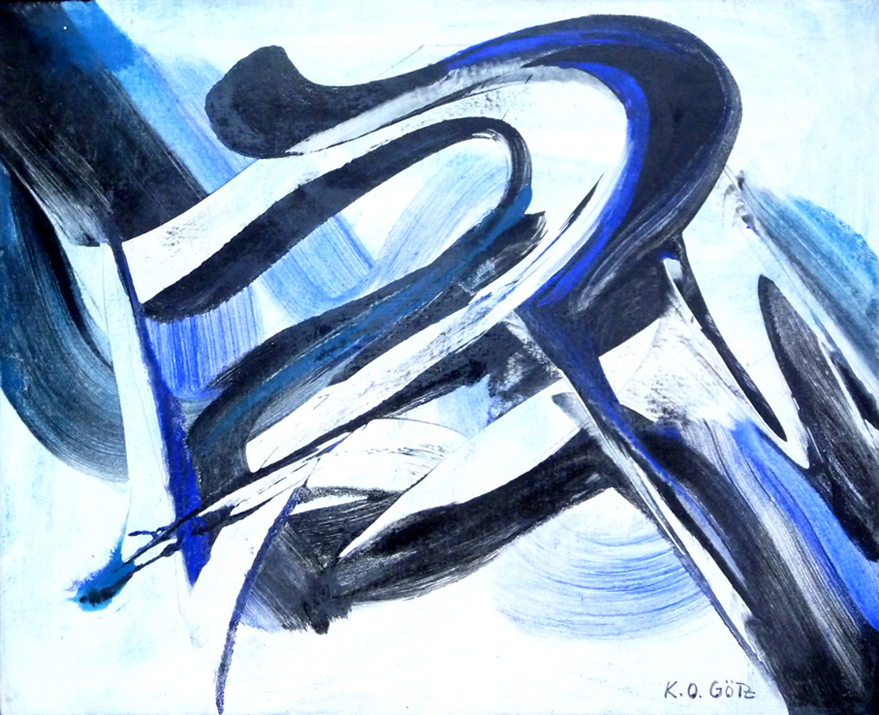
Karl Otto Götz (1954)
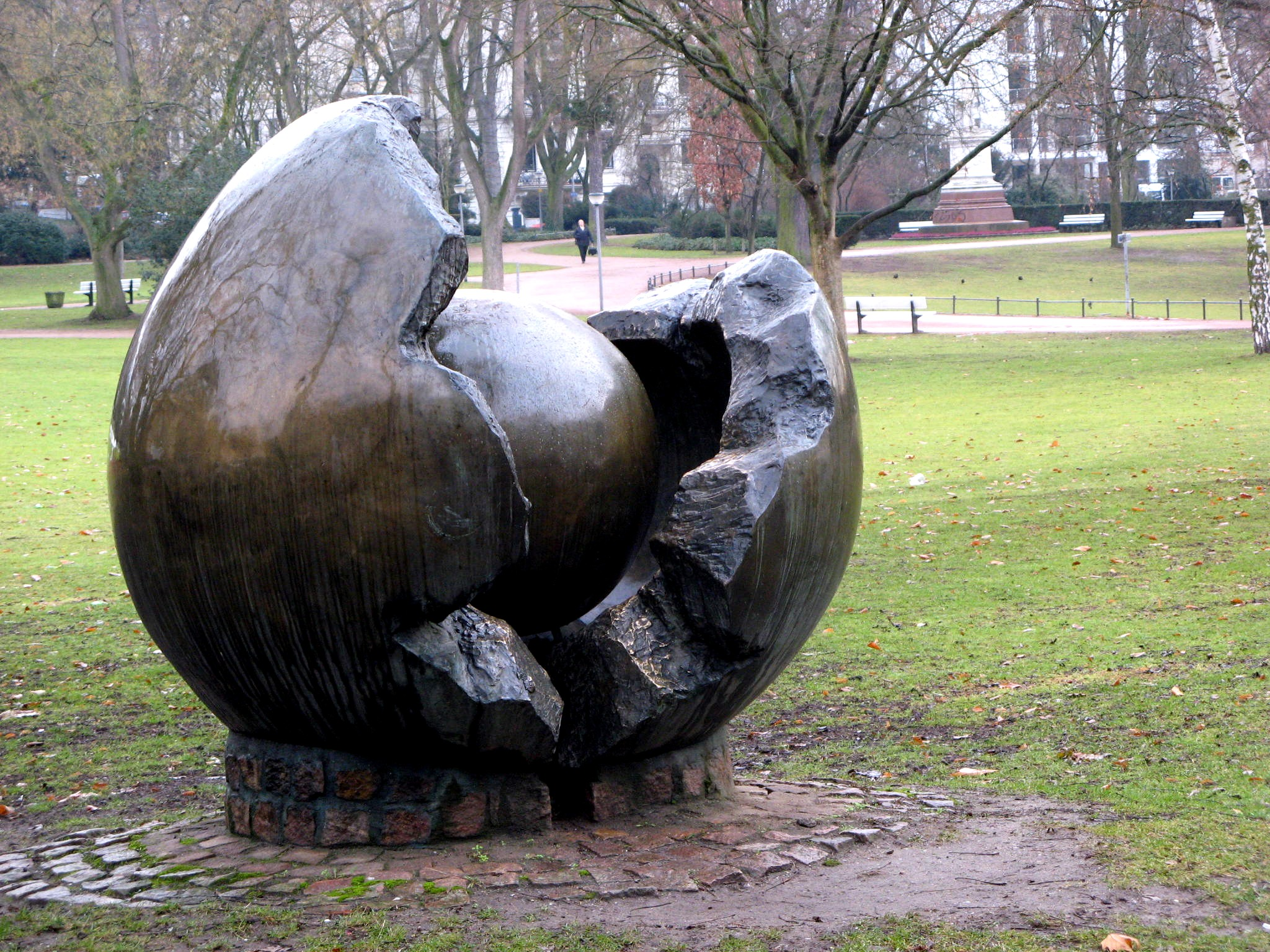
France Rotar
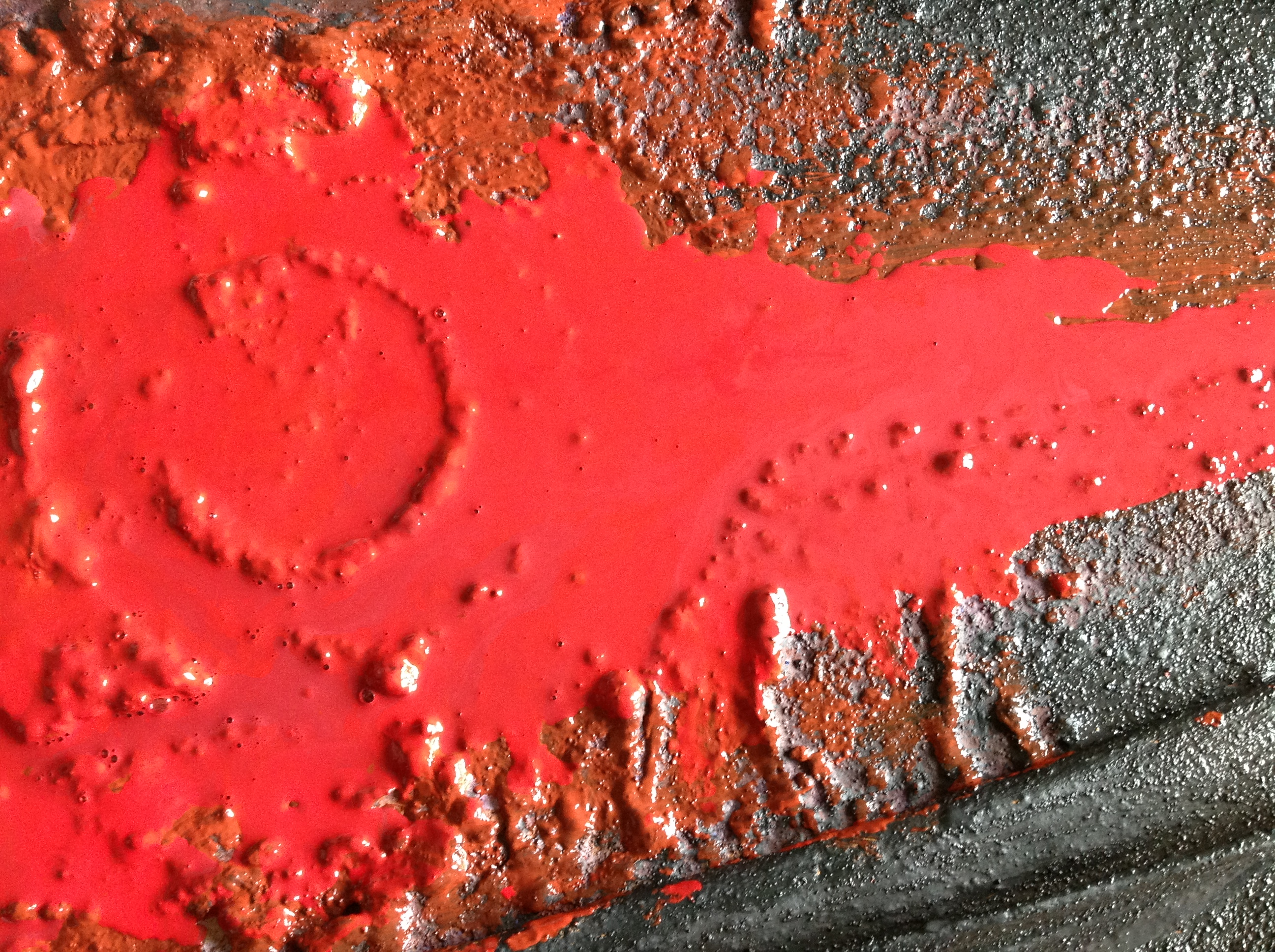
Laurent Jiménez-Balaguer
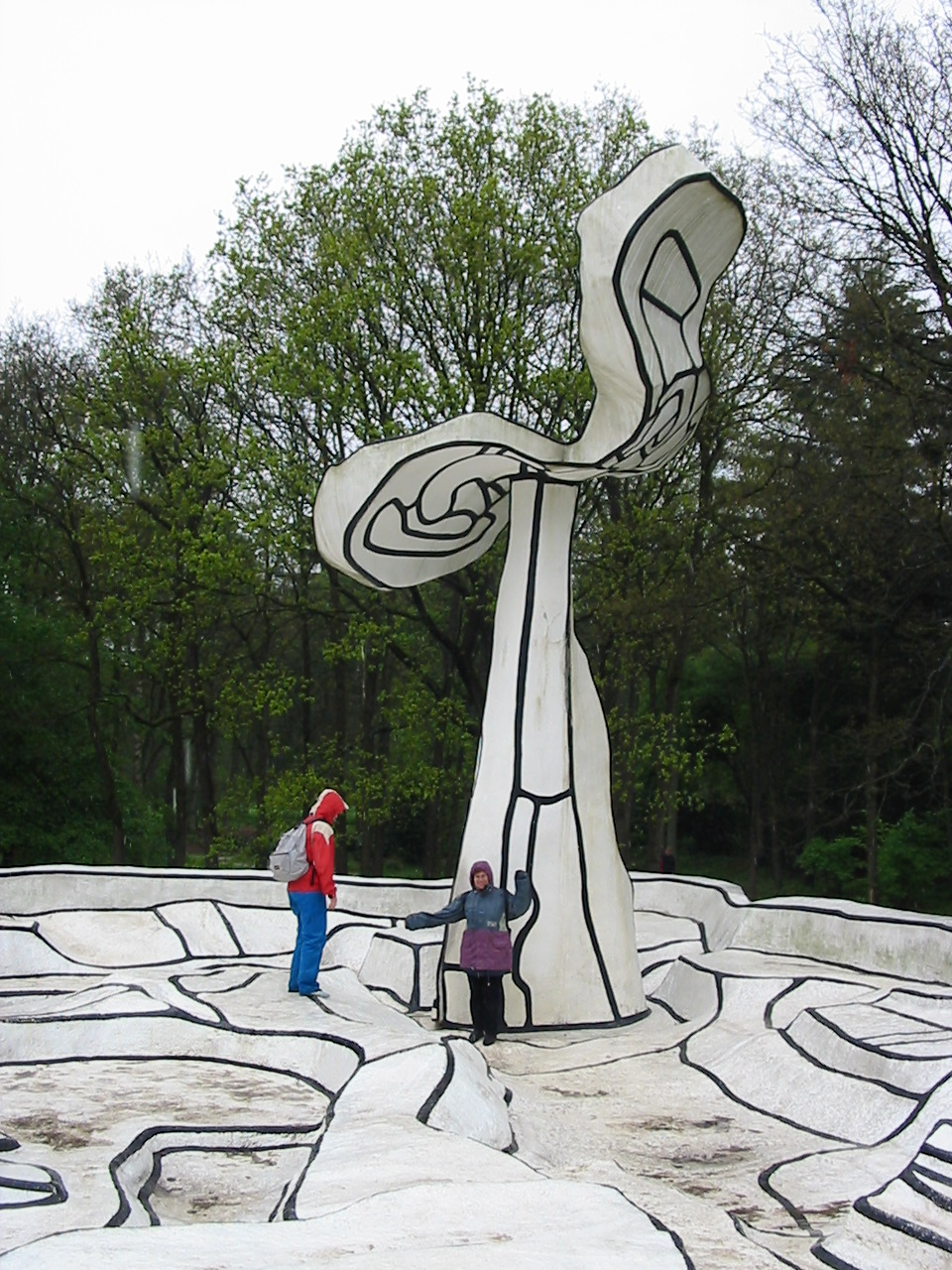
Jean Dubuffet, Jardin d'émail
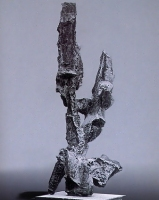
Umberto Milani